# Weltgegenden
Die Weltgegenden oder auch Himmelsgegenden (lateinisch plagae mundi) sind die Teilungspunkte des in 4, 8, 16 oder 32 gleiche Teile geteilten Horizonts, wie sie zweckmäßigerweise auch moderne Kompasse aufweisen. Es sind heute veraltete Begriffe aus der sphärischen Astronomie und wurden früher vor allem in der Nautik benutzt. Da Seefahrer die Richtung der Winde auf diese Art angaben, hießen diese Gegenden bisweilen auch die 32 Winde. Der Begriff der Weltgegend wird heute nur noch im übertragenen Sinne als ungefähre Bezeichnung größerer geografischer Teile der Erdoberfläche verwendet.

## Bestimmung der Weltgegenden
Der Einteilung in Weltgegenden liegt die Mittagslinie des jeweiligen Standorts zugrunde. Die Mittagslinie eines Orts ist der astronomische Meridian, die Nord-Süd-Linie. Die Punkte, in denen sie den Horizont trifft, hießen Mitternachts- und Mittagspunkt (heute Nord und Süd genannt). Die Senkrechte zur örtlichen Mittagslinie schneidet den Horizont im Abendpunkt und Morgenpunkt, heute West und Ost genannt.
Die vier Punkte Nord, Ost, Süd, West hießen die Kardinalpunkte, heute meist als die vier Himmelsrichtungen bezeichnet. Sie teilen den Horizont in vier gleiche Quadranten, die Hauptgegenden (lat. plagae cardinales): Mitternacht, Morgen, Mittag und Abend.
Die vier ersten Nebengegenden (lat. plagae intermediae) entsprechen den heutigen vier Nebenhimmelsrichtungen und tragen auch dieselben Bezeichnungen: Nordost, Südost, Südwest und Nordwest.
Durch eine weitere Halbierung erhält man die acht zweiten Nebengegenden, analog den zweiten Nebenhimmelsrichtungen: Nordnordwest, Westnordwest, Westsüdwest, Südsüdwest, Südsüdost, Ostsüdost, Ostnordost und Nordnordost.
Eine nochmalige Halbierung der jetzt sechzehn Haupt- und Nebengegenden ergibt die dritten Nebengegenden. Sie liegen entweder an einer Hauptgegend oder an einer ersten Nebengegend an. Diese bestimmt den ersten Teil des Namens, welcher durch die Silbe „gen“ mit der derjenigen Hauptgegend verbunden wird, nach welcher die zu benennende Gegend von jener anliegenden abweicht. Diese Namen sind somit: Nord-gen-West, NordWest-gen-Nord, NordWest-gen-West, West-gen-Nord, West-gen-Süd, SüdWest-gen-West, SüdWest-gen-Süd, Süd-gen-West, Süd-gen-Ost, SüdOst-gen-Süd, SüdOst-gen-Ost, Ost-gen-Süd, Ost-gen-Nord, NordOst-gen-Ost, NordOst-gen-Nord und Nord-gen-Ost.

## Herkunft des Begriffs
Das System der Weltgegenden geht vermutlich auf die Römer zurück. Sie prägten den Begriff plagae mundi und teilten die für sie bekannte Welt zunächst in vier Teile auf, die sie nach der römischen Sonnenuhr bestimmten:
- Sie nannten die Gebiete, über denen aus ihrer Sicht die Sonne niemals stand (da unterhalb des Nordhorizonts) plaga septentrionis, die Gegend der sieben Ochsen, nach den sieben hellen Sternen des Großen Wagens.
- Entsprechend der römischen Sonnenuhr, die von Sonnenaufgang wegzählte, befand sich auf 1, 2, 3 und 4 Uhr die plaga orientalis, der Orient (aufsteigende Sonne),
- auf 5, 6, 7 und 8 Uhr die Mittagsgegend, plaga meridiana
- und auf 9, 10, 11 und 12 Uhr als viertem Gebiet den Okzident, plaga occidentalis.

Zur römischen Zählung der Weltgegenden muss man wissen, dass der Sonnenhöchststand genau 6 Uhr entsprach, aber die einzelnen 12 Stunden entsprechend der römischen Sonnenuhr verschieden lang waren. Eine Unterteilung der vier Weltgegenden in weitere acht Nebengegenden orientierte sich an den Venti, den römischen Winden:
- Septentrio, Norden
- Aquilo, Nordosten
- Solanus, Osten
- Eurus, Südosten
- Auster, Süden
- Africus, Südwesten
- Favonius, Westen
- Caurus, Nordwesten.